# Jean Meslier
Jean Meslier, född 15 juni 1664 i Mazerny, död 17 juni 1729 i Étrépigny, var en fransk katolsk präst och, som det visade sig efter hans död, ateist.
Jean Meslier kritiserade kyrkan, Gud och religionen i sina skrifter. Hans texter blev aldrig tryckta i sin helhet under 1700-talet; dessa kom dock att spridas genom flera hundra avskrifter. Som författare blev han aldrig avslöjad och i Bonniers världshistoria lyder en del av texten om Jean Meslier så här:"Den katolska kyrkan fick aldrig veta att bland dess tjänare befann sig en gudsförnekare...".
Det var inte Voltaire eller Diderot som det ofta påståtts, utan Jean Meslier som var upphovsman till den önskan som blev ett revolutionärt slagord - "att alla jordens mäktiga och alla adelsmän blev hängda eller strypta i prästernas tarmar".
I den essä som påträffades efter Mesliers död förkastar han all religion, kyrkan och Gud.

## Eftermäle
Asteroiden 7062 Meslier är uppkallad efter Jean Meslier.